# Il mondo di Patty - La festa al cinema
 Il mondo di Patty - La festa al cinema è un film del 2010 diretto da Cristian Biondani.

## Trama
La storia racconta le vicende che avvengono all'interno della scuola chiamata Pretty Land School of Arts e dei preparativi per la festa finale che vede sfidarsi il gruppo delle Popolari da una parte e quelle delle Divina dall'altra.

## Personaggi
I personaggi sono gli stessi che appaiono nel musical:
- Laura Esquivel: Patty
- Flavio Gismondi: Matias
- Beatrice Baldaccini: Antonella
- Ambra Lo Faro: Giusy
- Denise Faro: Sol/Belen
- Piero Campanile: Bruno
- Daniele Cauduro: Paolo
- Pasquale Vicenti: Fabio
- Simona Pulvirenti: Tamara
- Andrea Attilla: Guido
- Monica Ripamonti: Caterina
- Sara Merico: Luciana
- Gianluca Briganti: Gonzalo
- Donata Torricelli: Marty
- Gioacchino Inzirillo: Santiago
- Alice Ventura: Pia
- Nico Colucci: Felipe
- Giacomo Angelini: Alan
- Silvia Beillard: Bianca
- Ketty Roselli: Carmen
- Marco di Folco: Leandro

Il corpo di ballo era composto da: Carlotta Sibilla, Carla Palumbo, Elisa Cunselmo, Federica Scarfone, Francesca Merli, Katia Desario, Lodovica Comello, Luca Magnoni, Lucia Luceri e Manuel Tinaglia.

## Produzione
Il film è la registrazione della tappa del musical Il mondo di Patty - Il musical più bello del 19 luglio 2010 all'Arena di Verona. In aggiunta, è presente una registrazione delle prove effettuata dalla protagonista Laura Esquivel.
La regia è affidata a Cristian Biondani, mentre la distribuzione e organizzazione è a opera di Nexo Digital.

## Distribuzione
Il lungometraggio è stato distribuito in 200 sale italiane nelle giornate del 5, 6 e 7 ottobre 2010 in contemporanea con l'iniziativa denominata La festa di Patty!. Nella data d'uscita in vari cinema sono stati ospiti gli attori della registrazione: Ambra Lo Faro (Giusy) a Milano, a Firenze Beatrice Baldaccini (Antonella) e Piero Campanile (Bruno) e a Roma Flavio Gismondi (Matias). 

## Accoglienza
Il mondo di Patty - La festa al cinema è la prima proiezione di un evento musicale live in tutto il territorio europeo a raggiungere la distribuzione in 200 sale e in circa 100 città. Nei tre giorni di programmazione ha raggiunto circa 40000 spettatori, mentre al box office ha incassato un totale di 460 mila euro.